# ای‌اسکای ایرلاینز
ای‌اسکای ایرلاینز (به انگلیسی: ASKY Airlines) یک شرکت هواپیمایی با کد یاتا KP است که در ۱ ژوئن ۲۰۰۸ میلادی تأسیس شده و در ۱ ژانویه ۲۰۱۰ فعالیتش را آغاز کرده‌است. دفتر مرکزی ای‌اسکای ایرلاینز در لومه، توگو واقع شده‌است و قطب این شرکت هواپیمایی در فرودگاه لومه-توکین قرار دارد و به ۲۳ مقصد، پرواز انجام می‌دهد.